# Akira Amano

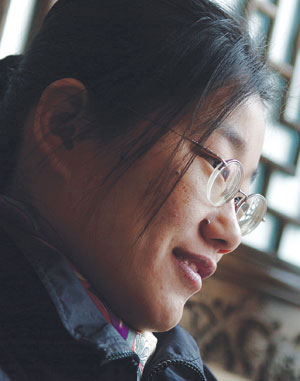
Akira Amano

Akira Amano (jap. 天野 明, Amano Akira; * 1973 in der Präfektur Aichi) ist die Zeichnerin des Mangas Katekyō Hitman Reborn! Ein Pilotkapitel erschien zuerst Ende 2003 im Magazin Weekly Shōnen Jump, während sich 2004 eine Veröffentlichung als Serie anschloss, die bis November 2012 darin erschien. Der Manga wurde auch als Anime, Light Novel und Computerspiele adaptiert.
Für die Anime-Serie Psycho-Pass entwarf sie 2012 das ursprüngliche Character Design.

## Werke
- Shōnen Spin (少年スピン, Shōnen Supin), 1998
- Neppū Yakyū Densetsu Pitchan (熱風野球伝説ぴっちゃん), 1999
- Petit Petit Rabbit (ぷちぷちラビィ, Puchi Puchi Rabii), 2000, 2 Bände deren Kapitel in den Magazinen Bessatsu Young und Young Magazine erschienen.
- Monkey Business, 2002
- Bakuhatsu Hawk!! (バクハツHAWK!!), 2003
- Katekyō Hitman Reborn! (家庭教師ヒットマンREBORN!), 2004–2012, 42 Bände
- Warashibe Tantei Numashichirō (わらしべ探偵　沼七郎), 2013
- ēlDLIVE (エルドライブ), 2013–2018, 11 Bände
- Ron Kamonohashi: Deranged Detective (鴨乃橋ロンの禁断推理), seit 2020

| Personendaten    | Personendaten               |
| ---------------- | --------------------------- |
| NAME             | Amano, Akira                |
| ALTERNATIVNAMEN  | 天野明 (japanisch)          |
| KURZBESCHREIBUNG | japanische Manga-Zeichnerin |
| GEBURTSDATUM     | 1973                        |
| GEBURTSORT       | Präfektur Aichi             |